# 圖爾奎特角
圖爾奎特角（英語：Turquet Point）是南極洲的海岬，位於威廉群島的布斯島北端，由德國探險隊發現，由讓-巴蒂斯特·夏古率領的法國探險隊繪入地圖，現時由南極條約體系管理。